# Radwan Kalaji
Mohamad Radwan Kalaji (tiếng Ả Rập: محمد رضوان قلعجي) (sinh ngày 19 tháng 1 năm 1992 ở Aleppo, Syria) là một cầu thủ bóng đá Syria. Hiện tại anh thi đấu cho Al-Ittihad, thi đấu ở Syrian League, giải bóng đá cao nhất ở Syria. Anh đá ở vị trí tiền vệ, mang áo số 14 của Al-Ittihad. Là một sản phẩm của hệ thống trẻ Al-Ittihad, anh tạo sự đột phá trong đội chính dưới thời huấn luyện viên Valeriu Tița trong mùa giải 2009–10.
Anh giúp Al-Ittihad vào đến chung kết của Cúp AFC, giải bóng đá quan trọng thứ hai ở châu Á. Al-Ittihad giành chiến thắng trong trận chung kết trước nhà vô địch Giải bóng đá ngoại hạng Kuwait Al-Qadsia sau loạt sút luân lưu. Trận đấu có kết quả hòa 1–1 sau thời gian chính thức và hiệp phụ.
Kalaji là một phần của đội tuyển U-16 Syria tại Giải vô địch bóng đá U-16 châu Á 2008 ở Uzbekistan và anh cũng là một phần của đội tuyển U-19 Syria tại Giải vô địch bóng đá U-19 châu Á 2010 ở Trung Quốc, anh ghi một bàn thắng trước Thái Lan trong trận đấu đầu tiên của vòng bảng.

## Danh hiệu

### Câu lạc bộ
Al-Ittihad
- Cúp bóng đá Syria: 2011
- Cúp AFC: 2010

Al-Muharraq
- Cúp Nhà vua Bahrain: 2013